# George Armstrong (ijshockeyer)

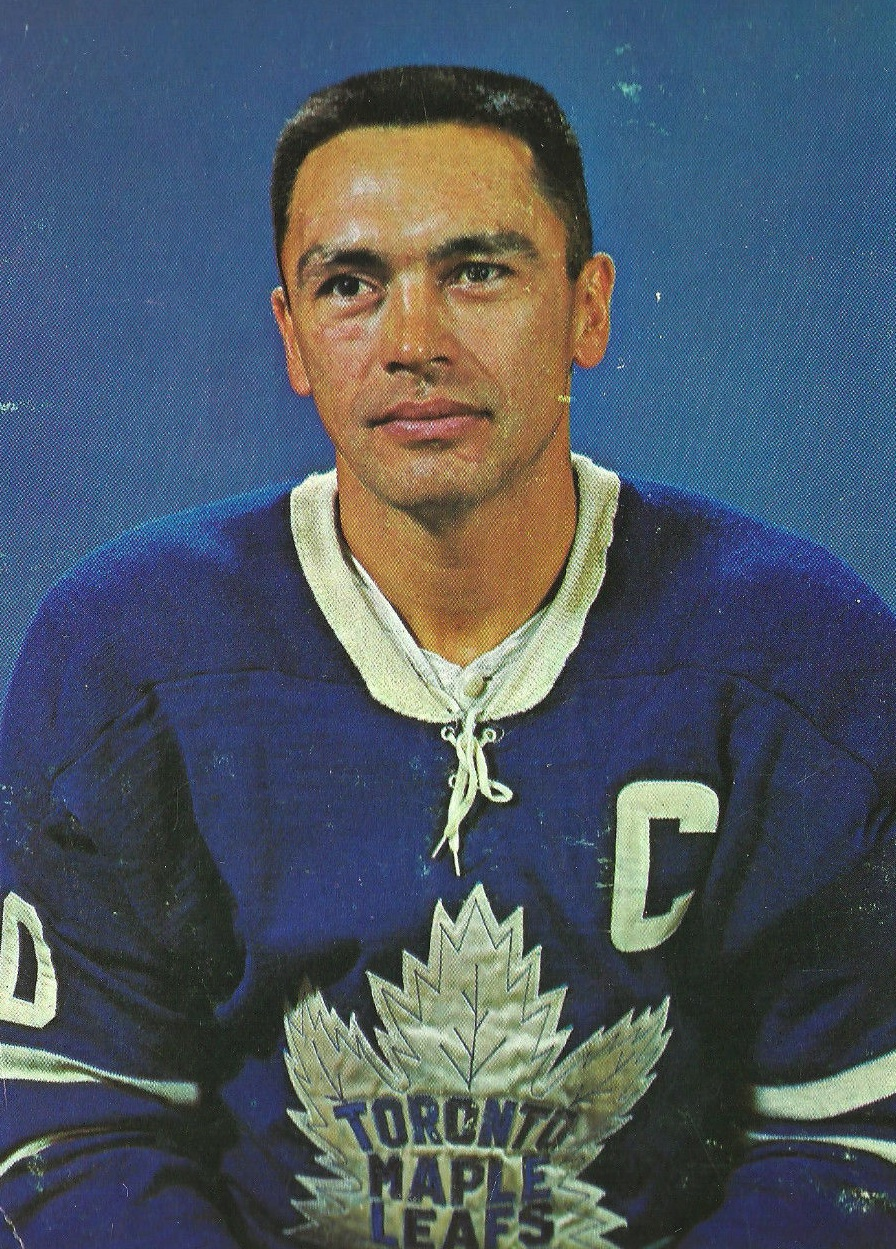
George Armstrong omstreeks 1963

George Edward "Chief" Armstrong (Skead/Ontario (Canada), 6 juli 1930 – 24 januari 2021) was een Canadese ijshockeyspeler uit de OHA, NHL en AHL. Hij speelde voor de Stratford Kroehlers, Toronto Maple Leafs en Pittsburgh Hornets. Hij speelde van 1949 tot 1971. In 1975 kwam hij in de Hockey Hall of Fame. 
George Armstrong overleed in januari 2021 op 90-jarige leeftijd.